# Joe Nagbe
Joe T. Nagbe (ur. 2 września 1968 w Nimbie) – liberyjski piłkarz występujący na pozycji pomocnika.

## Kariera klubowa
Nabge karierę rozpoczynał w 1983 roku w zespole Young Survivors. Następnie grał w Invincible Eleven, Mighty Barolle oraz ponownie w Invincible Eleven. W 1989 roku przeszedł do kameruńskiego Unionu Duala, gdzie spędził sezon 1989. Następnie został zawodnikiem francuskiego Stade Vallauris, grającego w Division 3. Występował tam w sezonie 1989/1990, a potem był graczem pierwszoligowego AS Monaco. W jego barwach nie rozegrał jednak żadnego spotkania.
W 1990 roku Nagbe odszedł do SAS Épinal z Division 2. Spędził tam trzy sezony, a potem przeniósł się do OGC Nice, także grającego w Division 2. W sezonie 1993/1994 awansował z nim do Division 1. W lidze tej zadebiutował 28 lipca 1994 w przegranym 0:1 meczu z Girondins Bordeaux. Z kolei 13 sierpnia 1994 w wygranym 2:1 spotkaniu z AS Cannes strzelił pierwszego gola w Division 1. W OGC Nice Nabge grał do 1996 roku.
Wówczas przeszedł do szwajcarskiego FC Lugano, gdzie spędził sezon 1996/1997. Następnie grał w Grecji w zespołach PAOK FC, Panionios GSS oraz PAS Janina. W 2002 roku został zawodnikiem Al-Jazira Club ze Zjednoczonych Emiratów Arabskich i występował tam w sezonie 2002/2003. Potem był graczem drużyn z Indonezji - PSIM Yogyakarta, PSPS Pekanbaru, Persemy Malang oraz Persiby Bantul. W 2006 roku zakończył karierę.

## Kariera reprezentacyjna
W latach 1985–2011 w reprezentacji Liberii Nagbe rozegrał 97 spotkań i zdobył 20 bramek. W 1996 roku został powołany do kadry na Puchar Narodów Afryki. Zagrał na nim w meczach z Gabonem (2:1) i Zairem (0:2), a Liberia zakończyła turniej na fazie grupowej.